# Gentile z Matelica
Gentile z Matelica (ur. w 1290 w Matelice, zm. 5 września 1340 w Taurusie) − włoski kapłan franciszkanin, misjonarz, męczennik, błogosławiony Kościoła rzymskokatolickiego.

## Życiorys
Pochodził z włoskiej rodziny szlacheckiej z Mateliki w Marchii Ankońskiej. 
Po wstąpieniu do Zakonu Braci Mniejszych, spędził jakiś czas na La Vernie w Toskanii, w pustelni franciszkańskiej. Następnie wyjechał na misje do Egiptu. Po nauczeniu się języka arabskiego i innych wschodnich języków, pracował na Synaju, w Ziemi Świętej, w Persji oraz w Azji Mniejszej. Gentile pozyskiwał dla wiary chrześcijańskiej tak duże rzesze muzułmanów, iż zwrócił na siebie uwagę władz. 
Podczas głoszenia kazań w Górach Taurusu został pochwycony i ścięty za pomocą bułatu 5 września 1340. Część ciała męczennika sprowadził do Wenecji kupiec Nicolò Quirini. Czczone są w bazylice Santa Maria Gloriosa w Wenecji. 
Kult zaaprobował w 1795 papież Pius VI. Wspomnienie obchodzone jest w dies natalis (5 września).